# Miguel Barzola
Miguel Ángel Barzola (nacido el 14 de mayo de 1982 en Bragado, Provincia de Buenos Aires, Argentina) es un atleta argentino especializado en pruebas de fondo. Es considerado por muchos el mejor fondista argentino del momento y actualmente reside en España donde compite para el Club Bikila.
En el Iberoamericano 2010, fue medalla de bronce en los 5000 metros con su mejor registro personal y concretó un excelente debut como maratonista en Róterdam: su marca de 2h15m lo coloca 4° en el ranking nacional all-time, siendo el mejor debutante argentino en la distancia.

## Biografía
Nació Bragado, de chico practicaba futbol en la canchita cerca de su casa. Hijo de un corredor aficionado, comenzó a practicar atletismo durante su adolescencia participando en varios Juegos Bonaherenses y Nacionales, al tiempo que trabajaba como albañil junto a su padre.
En el 2004, Miguel, de 21 años, decide junto a unos amigos viajar hacia España en busca de escapar a la crisis económica que se atravesaba en la argentina. Eligieron Alicante. Una semana más tarde luego de haber llegado, se presentó en el club de atletismo alicantino y quedó dentro del equipo. A partir de allí comenzaría a desarrollar una destacada carrera como fondista, obteniendo resultados importantes tanto en competiciones continentales con su país, como a nivel europeo con su club.
Desde noviembre de 2011, compite para el Club Atletismo Bikila, junto a corredores de la talla de Pedro Nimo del Oro, Ayad Lamdassem y Jesús Antonio Núñez, entre otros, con el que ha obtenido el primer puesto en el Campeonato Europeo de Clubes de Cross Country, además del tercer puesto en la Copa de España de Clubes de Campo a Través.

### Londres 2012
El 12 de agosto de 2012 participó de la maratón de los Juegos Olímpicos de Londres 2012, siendo el único representante argentino en la disciplina. Finalizó la competencia en el lugar número 35 de 105 atletas, con un tiempo de 2:17:54.

## Récords personales
| Distancia     | Tiempo   | Fecha                 | Lugar        |
| ------------- | -------- | --------------------- | ------------ |
| 1500 m        | 3:48.48  | 16 de julio de 2010   | Valencia     |
| 3000 m        | 8:09.25  | 7 de junio de 2008    | Castellón    |
| 5000 m        | 13:42.55 | 4 de junio de 2010    | San Fernando |
| 10000 m       | 28:44.54 | 12 de julio de 2008   | Vigo         |
| 10 km         | 28:37    | 12 de enero de 2020   | Valencia     |
| 15 km         | 45:12    | 30 de enero de 2010   | Almería      |
| Medio Maratón | 1:02.41  | 23 de octubre de 2022 | Valencia     |
| Maratón       | 2:14.52  | 17 de febrero de 2019 | Sevilla      |